# Едурне Пасабан
Едурне Пасабан Лизарибар (на испански: Gabriel Edurne Pasaban Lizarribar) е испанска (баска) алпинистка.
На 17 май 2010 г. тя става първата жена, изкачила всичките 14 осемхилядника, и 21-вият човек, постигнал това. Първото ѝ изкачване на връх над 8000 метра става девет години по-рано, когато изкачва връх Еверест, най-високият връх в света. Едурне Пасабан също така изкачва и всички континентални първенци (т.нар. Седем върха).

## Биография
Вдурне Пасабан е родена в Толоса, провинция Гипускоа в Баската автономна област.

### Алпинизъм
Тя изкачва деветия си връх над 8000 м (Броуд пик) на 12 юли 2007 г. (същия ден и австрийката Герлинде Калтенбрунер го изкачва, за нея той е десети осемхилядник). На 1 май 2008 г. Пасабан изкачва Дхаулагири, както и Калтенбрунер същия ден.  И двете омаловажават аспекта на състезанието помежду си за първата жена, изкачила всичките 14 осемхилядника. На 18 май 2009 г. Пасабан изкачва Кангчендзьонга и става първата жена, изкачила 12 върха, надминавайки Калтенбрунер и италианката Нивес Мерой. Герлинде Калтенбрунер се изравнява с нея два дена по-късно, когато изкачва Лхотце. Нивес Мерой след това се опитва да достигне върха на Кангчендзьонга, но е принудена да се откаже от изкачването, когато нейният съпруг и колега алпинист Романо Бенет започна да страда от здравословни проблеми по време на изкачването.
На 17 април 2010 г. изкачва Анапурна и се отправя към Шиша Пангма, който изкачва на 17 май.

### Временен спор за първенството за изкачване на 14-те осемхилядника
Малко преди последното изкачване на Едирне Пасабан южнокорейската алпинистка О Юн-сун обявява, че е изкачила последния си осемхилядник. Пасабан и други експерти оспорват едно от изкачванията на корейката, това на Кангчендзьонга. В разговор с шерпите, които се катерили с корейката, Пасабан установява, че тя не е изкачила целия път до върха. На 29 август 2010 г. Южнокорейската федерация по катерене отсъжда в полза на Пасабан след преглед на доказателствата. О Юн-сун в крайна сметка признава, че е спряла малко преди връхната точка поради лошо време. 

## Изкачвания в хронологичен ред
- 23 май 2001 г. – Джомолунгма
- 16 май 2002 г. – Макалу
- 5 ноември 2002 г. – Чо Ою
- 26 май 2003 г. – Лхотце
- 19 юли 2003 г. – Гашербрум II
- 26 юли 2003 г. – Гашербрум I
- 26 юли 2004 г. – Чогори
- 20 юли 2005 г. – Нанга Парбат
- 12 юли 2007 г. – Броуд Пик
- 1 май 2008 г. – Дхаулагири
- 5 ноември 2008 г. – Манаслу
- 18 май 2009 г. – Кангчендзьонга
- 17 април 2010 г. – Анапурна
- 17 май 2010 г. – Шиша Пангма